# 臺中市豐原區南陽國民小學
臺中市豐原區南陽國民小學（簡稱南陽國小）是中華民國（台灣）臺中市豐原區的一所國民小學，1943年最初成立為「瑞穗國校千秋分教場」。目前是臺中市招生人數最多之國民小學。
校園西北側為豐原神社遺址，1936年鎮座，尚存石燈籠、狛犬、地基，目前作為地下停車場使用。

## 校史
- 1943年4月1日，創立為「瑞穗國校千秋分教場」。
- 1945年4月1日，獨立設校，校名為「千秋國民學校」。
- 1946年2月8日，第二次世界大战後，更名為「豐原第四國民學校」。
- 1947年5月6日，更名為「南陽國民學校」。
- 1956年9月18日，奉指定為社會中心教育示範學校。
- 1959年8月1日，設立「豐田分校」（1969年8月1日獨立）。
- 1962年5月17日，奉指定為牙齒衛生示範中心學校。
- 1966年3月4日，奉令為臺中縣體育示範中心學校。
- 1968年8月1日，實施九年國民教育，更改校名為「臺中縣豐原鎮南陽國民小學」。
- 1974年3月1日，奉准附設自立幼稚園。
- 1974年5月20日，奉准定為臺中縣科學教育示範學校。
- 1974年8月日，奉臺灣省教育廳指定為臺中縣科學教育示範學校暨科學研習中心。
- 1976年3月1日，隨豐原鎮改制為縣轄市而更名為「臺中縣豐原市南陽國民小學」
- 1979年8月1日，奉令辦理特殊教育（聽覺障礙啟聰班）實驗工作。9月1日，奉令辦理國民小學聽覺障礙兒童教育啟聰班。
- 1980年9月1日，奉令辦理國民小學自然科學研究工作。
- 1982年9月1日，奉令辦理國民小學補習學校。
- 1984年8月1日，奉指定為臺中縣綠化美化示範學校。9月1日，奉令辦理教育部科學思考模式單元教學實驗。
- 1986年9月1日，奉指定為臺中縣自然科學學科研究中心。
- 1986年11月21日，辦理臺灣區科學思考模式單元教學觀摩暨研討會所（教育部委辦）。
- 1987年3月10日，辦理七十五學年度臺灣區國民小學教育階段啟聰教育研討會。
- 1987年5月1日，辦理自然科學課程研究教材教法研討會（教育部委辦）。
- 1989年8月1日，自立幼稚園納編改制為附設幼稚園。
- 2010年12月25日，臺中縣市合併為直轄市臺中市，更改校名為「臺中市豐原區南陽國民小學」。

## 歷任校長
1. 王江海：1945年11月24日－1967年7月9日
2. 楊登聯：1967年7月10日－1972年12月11日
3. 陳仲任：1972年12月12日－1984年3月8日
4. 蕭鏈富：1984年3月9日－1991年8月14日
5. 紀培炘：1991年8月15日－1995年8月20日
6. 陳忠秀：1995年8月21日－2002年7月31日
7. 賴訂旺：2002年8月1日－2006年1月31日
8. 尤長亮：2006年2月1日－2013年7月31日
9. 楊朝銘：2013年8月1日－2021年7月31日
10. 尤長亮：2021年8月1日－現任

## 班級數
- 普通班：101班
- 幼兒園：8班

## 空間概況
- 普通教室數：98 間
- 專科教室數：29 間
- 午餐廚房：1 間
- 廁所：27 間

## 學區
- 、中陽里（全里）
- 北陽里：第1-6、8-10鄰
- 南陽里：第5-15鄰、第21鄰以後
- ：第4-11鄰
- ：第10、18、19鄰

## 大事記
- 2015.10.13 新建活動中心落成 【落成吉祥 （页面存档备份，存于）】【圓滿剪綵】 （页面存档备份，存于）

## 外部連結
- 臺中市豐原區南陽國民小學全球資訊網 （页面存档备份，存于）
- 南陽國小網路相簿 （页面存档备份，存于）